# Gerkhu
Gerkhu (en népalais : गेर्खु) est un comité de développement villageois du Népal situé dans le district de Nuwakot. Au recensement de 2011, il comptait 6 382 habitants.